# إثميا قصيعية
إثميا قصيعية (الاسم العلمي: Ethmia scutula) هي نوع من الحشرات تتبع جنس الإثميا من فصيلة الألاشستيات.